# 10 يونيو
- السبت
- الأحد
- الاثنين
- الثلاثاء
- الأربعاء
- الخميس
- الجمعة

- 314 ذو الحجة 1446  هـ
- 15 ذو الحجة 1446  هـ
- 26 ذو الحجة 1446  هـ
- 37 ذو الحجة 1446  هـ
- 48 ذو الحجة 1446  هـ
- 59 ذو الحجة 1446  هـ
- 610 ذو الحجة 1446  هـ
- 711 ذو الحجة 1446  هـ
- 812 ذو الحجة 1446  هـ
- 913 ذو الحجة 1446  هـ
- 1014 ذو الحجة 1446  هـ
- 1115 ذو الحجة 1446  هـ
- 1216 ذو الحجة 1446  هـ
- 1317 ذو الحجة 1446  هـ
- 1418 ذو الحجة 1446  هـ
- 1519 ذو الحجة 1446  هـ
- 1620 ذو الحجة 1446  هـ
- 1721 ذو الحجة 1446  هـ
- 1822 ذو الحجة 1446  هـ
- 1923 ذو الحجة 1446  هـ
- 2024 ذو الحجة 1446  هـ
- 2125 ذو الحجة 1446  هـ
- 2226 ذو الحجة 1446  هـ
- 2327 ذو الحجة 1446  هـ
- 2428 ذو الحجة 1446  هـ
- 2529 ذو الحجة 1446  هـ
- 261 محرم 1447  هـ
- 272 محرم 1447  هـ
- 283 محرم 1447  هـ
- 294 محرم 1447  هـ
- 305 محرم 1447  هـ
- 16 محرم 1447  هـ
- 27 محرم 1447  هـ
- 38 محرم 1447  هـ
- 49 محرم 1447  هـ

10 يونيو أو 10 حُزيران أو 10 يونيه أو يوم 10 \ 6 (اليوم العاشر من الشهر السادس) هو اليوم الحادي والستون بعد المئة (161) من السنوات البسيطة، أو اليوم الثاني والستون بعد المئة (162) من السنوات الكبيسة وفقًا للتقويم الميلادي الغربي (الغريغوري). يبقى بعده 204 يوما لانتهاء السنة.

## أحداث
- 1826 - قوات السلطان العثماني محمود الثاني تتمكن من القضاء على تمرد القوات الإنكشارية والتي كانت تعتبر في وقت من الأوقات درة تاج القوات العثمانية في عصرها الذهبي.
- 1882 - الإسكندرية تشهد موجة عنف بتدبير إنجليزي قدمت المبرر التي كانت تنتظره القوات البريطانية المرابطة في البحر المتوسط من أجل احتلال مصر والقضاء على الحركة الوطنية التي يتزعمها أحمد عرابي.
- 1907 - فرنسا واليابان تتفقان على استقلال الصين وسلامة أراضيها.
- 1916 - العرب في شبه الجزيرة العربية وبلاد الشام يعلنون تمردهم على الدولة العثمانية بما عرف بالثورة العربية الكبرى وذلك بعد أن وعدتهم المملكة المتحدة بالاستقلال وإقامة دولة عربية موحدة تضم شبه الجزيرة العربية وبلاد الشام بعد انتهاء الحرب العالمية الأولى.
- 1940 - إيطاليا تعلن الحرب على المملكة المتحدة وفرنسا وذلك في الحرب العالمية الثانية، وبدأت الحرب بهجوم جوي على مالطا.
- 1963 - الرئيس الأمريكي جون كينيدي يوافق على قانون المساواة بين الرجل والمرأة في الأجر عند أداء نفس العمل.
- 1967 - نهاية حرب الأيام الستة بهزيمة العرب واحتلال إسرائيل للقدس الشرقية وهضبة الجولان السورية وشبه جزيرة سيناء المصرية.
- 1977 - أبل تبدأ تسويق منتجها «أبل -2».
- 1982 - وقوع معركة السلطان يعقوب بين القوات السورية والإسرائيلية بعد أربعة أيام من بداية الغزو الإسرائيلي للبنان.
- 1987 - مروحية «بوينغ 360» تقوم بعمل أول تحليق، وهي مروحية الدوارات المترادفة وكانت بمثابة عرض تكنولوجيا متقدمة في كثير من مفاهيم التصميم الجديدة.
- 1993 - الأمير عبد الله الابن الأكبر لملك الأردن الحسين بن طلال يتزوج من الشابة الأردنية من أصل فلسطيني رانيا فيصل الياسين (الملك عبد الله الثاني بن الحسين والملكة رانيا العبد الله بعد ذلك).
- 2000 - مجلس الشعب السوري يصوت على تعديل الدستور لتخفيض السن القانونية لرئيس البلاد من أجل انتخاب بشار الأسد رئيسًا لسوريا.
- 2008 - احتراق طائرة سودانية بعد هبوطها على أرض مطار الخرطوم.
- 2014 -
  - سقوط الموصل ثاني كبريات مدن العراق بيد تنظيم الدولة الإسلامية في العراق والشام.
  - البرلمان الإسرائيلي ينتخب رؤوفين ريفلين رئيسًا لإسرائيل.
- 2015 - مقتل 20 شخصاً على الأقل في قرية قلب لوزة من الطائفة الدرزية في محافظة إدلب السورية، على أيدي مقاتلي جبهة النصرة.
- 2018 - الولايات المتحدة تفرض رسومًا جمركية على واردات الصُلب والألمنيوم من كندا والاتحاد الأوروبي والمكسيك في اجتماع قمة مجموعة السبع في كيبك، كندا، وترفض المصادقة على البيان المشترك.
- 2024 - وفاة أكثر من 1000 شخص خلال موسم الحج بسبب موجة الحرارة المرتفعة التي وصلت إلى 51 درجة مئوية في المسجد الحرام، وهو أكبر عدد وفيات منذ حادثة التدافع في 2015.
- 2025 - مسلح يقتل عشرة أشخاص في إحدى ثانويات مدينة غراتس في النمسا قبل أن ينتحر.

## مواليد
- 1625 - قيصر أباكزي، فيلسوف مجري.
- 1803 - هنري دارسي، مهندس وعالم فرنسي.
- 1895 - هاتي ماكدانيال، ممثلة أمريكية.
- 1910 - عبد الرحمن الإرياني، ثاني رئيس للجمهورية العربية اليمنية.
- 1915 - سول بيلو، أديب أمريكي حاصل على جائزة نوبل في الأدب عام 1976.
- 1919 - حيدر عبد الشافي، طبيب وسياسي فلسطيني ورئيس وفد فلسطين المفاوض في مؤتمر مدريد للسلام.
- 1921 - الأمير فيليب، دوق إدنبرة وزوج الملكة إليزابيث الثانية ملكة المملكة المتحدة.
- 1922 -
  - جودي غارلند، ممثلة أمريكية.
  - عمر بهمن، سياسي بوسني.
- 1923 - روبرت ماكسويل، إعلامي بريطاني.
- 1927 - لاديسلاو كوبالا، لاعب ومدرب كرة قدم مجري إسباني تشيكسلوفاكي.
- 1928 - موريس سينداك، كاتب أدب أطفال أمريكي.
- 1934 - زهرة العلا، ممثلة مصرية.
- 1953 - جون إدواردز، سياسي أمريكي.
- 1956 - أبو إسحاق الحويني، عالم ومحدِّث سنِّي وداعية مصري.
- 1959 -
  - إليوت سبيتزر، محامي وسياسي أمريكي.
  - كارلو أنشيلوتي، لاعب ومدرب كرة قدم إيطالي.
- 1960 - محمد المنصور، ممثل سعودي.
- 1962 - أحمد خالد توفيق، روائي مصري.
- 1963 - براد هنري، سياسي أمريكي.
- 1966 - ديفيد بلات، لاعب ومدرب كرة قدم إنجليزي.
- 1971 -
  - برونو نغوتي، لاعب كرة قدم فرنسي.
  - بوبي جندال، سياسي أمريكي.
- 1975 - هينريك بيدرسن، لاعب كرة قدم دنماركي.
- 1976 -
  - منير محمد سكر، أحد أبرز قادة سرايا القدس في قطاع غزة، والقائد العام لجيش القدس .
  - كنان العظمة، عازف كلارينت ومؤلف موسيقي سوري
- 1978 - شين ويست، ممثل أمريكي.
- 1979 - محمود عبد المغني، ممثل مصري.
- 1980 - ماتوزاليم، لاعب كرة قدم برازيلي.
- 1981 - هاشم بن الحسين، أصغر الأبناء الذكور لملك الأردن السابق الحسين بن طلال.
- 1982 - دينا حايك، مغنية لبنانية.
- 1983 - ليلي سوبيسكي، ممثلة أمريكية.
- 1985 -
  - فاسيليس توروسيديس، لاعب كرة قدم يوناني.
  - كايا كانيبي، لاعبة كرة مضرب إستونية.
- 1987 - مارتن هارنيك، لاعب كرة قدم نمساوي.

## وفيات
- 323 ق.م - الإسكندر الأكبر، حاكم الإمبراطورية المقدونية.
- 754 - أبو العباس السفاح، أول خلفاء بني العباس.
- 1190 - الملك فريدريك الأول بربروسا، ملك مملكة ألمانيا.
- 1580 - لويس دي كامويس، كاتب وشاعر برتغالي.
- 1836 - أندريه ماري أمبير، عالم فيزياء ورياضيات فرنسي.
- 1849 - توماس روبير بيجو، قائد عسكري فرنسي.
- 1947 - محمد رضا كاشف الغطاء، فقيه جعفري ولغوي وشاعر عراقي.
- 1949 - سيغريد أوندست، أديبة نرويجية حاصلة على جائزة نوبل في الأدب عام 1928.
- 1973 - إريش فون مانشتاين، قائد عسكري ألماني من قادة الحرب العالمية الثانية.
- 1974 - هنري دوق جلوستر، الابن الثالث للملك جورج الخامس والملكة ماري تك
- 1982 - عبد الواحد الخنيزي، شاعر سعودي.
- 2000 - حافظ الأسد، رئيس الجمهورية العربية السورية.
- 2004 - ري تشارلز، مغني أمريكي.
- 2006 -
  - علي عبد الله أحمد، معتقل يمني توفي في معتقل غوانتانامو.
  - ياسر طلال الزهراني، معتقل سعودي توفي في معتقل غوانتانامو.
- 2007 - عبد الحي أديب، كاتب مصري.
- 2008 - جنكيز أيتماتوف، كاتب قيرغيزي.
- 2012 - غوردون وست، لاعب كرة قدم إنجليزي.
- 2018 - بنيان البذالي مطرب ومؤلف وملحن كويتي.

## أعياد ومناسبات
- اليوم الوطني في البرتغال.

## وصلات خارجية
- وكالة الأنباء القطريَّة: حدث في مثل هذا اليوم.
- النيويورك تايمز: حدث في مثل هذا اليوم.
- BBC: حدث في مثل هذا اليوم.